# 石淵国博
石淵 国博（いしぶち くにひろ、1955年8月30日 - ）は、宮崎県出身の元プロ野球選手。ポジションは捕手。

## 来歴・人物
宮崎実業高等学校では、1972年秋季九州大会で決勝に進出。小倉南高を降し優勝するが、学内不祥事により1973年春の選抜出場を辞退。同年5月の沖縄特別国体（若夏国体）に出場。準決勝で星稜高の谷内野隆から延長11回サヨナラ本塁打を放つ。しかし決勝では岩国高に敗れ、準優勝にとどまった。高校通算打率3割3分、本塁打3本。その中には江川卓から放った本塁打が含まれている。その江川から本塁打を打ったことでプロ、大学、社会人とあらゆる野球関係者から注目され、リストアップされる。石淵本人もこの1本の本塁打がきっかけで予想もつかない経験をしたとして「人生の半分は江川のおかげですね」と後日話している。
1973年のドラフト会議で広島東洋カープに7位指名され入団。
一軍公式戦出場はなく、1976年に引退。
2018年1月3日に放送された『消えた天才〜一流アスリートが勝てなかった人大追跡SP〜』（TBS系）にて、その後の人生が取り上げられた。

## 詳細情報

### 年度別打撃成績
- 一軍公式戦出場なし

### 背番号
- 43 （1974年 - 1975年）
- 56 （1976年）